# Lilla Bergören
Lilla Bergören är en ö i Finland.   Den ligger i den ekonomiska regionen  Vasa ekonomiska region  och landskapet Österbotten, i den västra delen av landet, 400 km nordväst om huvudstaden Helsingfors.
Öns area är 4,2 hektar och dess största längd är 0,3 kilometer i öst-västlig riktning.